# Нови Двор Мазовјецки
Нови Двор Мазовјецки (пољ. Nowy Dwór Mazowiecki) град је у Пољској у Мазовском војводству. Налази се на ушћу реке Нарев у Вислу. По подацима из 2012. године број становника у месту је био 28 261. Статус града добио је 1374.

## Становништво
| 2012.  |
| ------ |
| 28.261 |